# 糞虫
糞虫（ふんちゅう、くそむし、英: dung beetle）は、コウチュウ目（鞘翅目）・コガネムシ科、およびその近縁な科に属する昆虫のうち、主に哺乳類の糞を餌とする（食糞）一群の昆虫を指す。食糞性コガネムシとも呼ばれる。

## 糞虫の範囲
動物の糞は、その動物が利用できないものを排出したものだが、他の動物には利用可能な栄養を含み、また消化の過程で追加される成分もある。そのため、動物の糞には、昆虫を含む多くの小型動物が集まる。ただし一般に糞虫と言われるのは、コウチュウ目の中で、コガネムシ科とその近縁なグループに属するものである。その大部分は、哺乳類、特に草食動物の糞を食べる。
色は黒を中心としたものが多いが、金属光沢があるものや、ビロードのような毛があるものなどがいる。また、ダイコクコガネやツノコガネ、エンマコガネ類など、雄に角がある例も知られる。またフンコロガシは古代からその不思議な生態で注目された。ファーブルが『昆虫記』の中でこの仲間に何度も触れ、その習性を詳しく調べたことはよく知られている。実用面では、牧畜における糞の処理はこの類に大いに依存している。

## 主な分類群
上記のように、この範疇に含まれる昆虫の範囲は科を超えており、逆にコガネムシ科の中でこう呼ばれるのはその一部にすぎない。また、実際には糞に集まらない、あるいは糞以外の栄養源も利用するのにこう呼ばれる種もある。実のところ、糞虫という名はその生態的な特徴を意味するのにかかわらず、実際にそう扱われるのは分類群のくくりで行われ、しかもその体系が大きく変化しているため、このような状態が生じているのである。
フンコロガシやダイコクコガネなどは糞虫の典型であり、これに類似の、そして似た生態を持つものをまとめて、かつてはそれらのすべてをコガネムシ科に含め、その下位分類においてひとまとまりの群と見なした。これが糞虫の範囲である。しかしその後の分類体系の見直しの中でそれらは解体され、一部は独立科となったため、現在ではそれをとりまとめるくくりは存在していない。
一般に糞虫といわれる仲間と、それぞれの分類上の位置を示す。
- ダイコクコガネ、フンコロガシ、エンマコガネ：コガネムシ科タマオシコガネ亜科
- マグソコガネ：コガネムシ科マグソコガネ亜科およびニセマグソコガネ亜科
- センチコガネとその類似のもの：センチコガネ科、ムネアカセンチコガネ科、アカマダラセンチコガネ科、マンマルコガネ科、アツバコガネ科
- コブスジコガネ：コブスジコガネ科

## 習性
新鮮な糞があると、匂いを嗅ぎつけてあちこちから集まってくる。その場で糞を食べるものもあるが、地下に穴を掘り、糞を運び込むものもいる。
また、スカラベは、糞から適当な大きさの塊を切り取り、丸めると足で転がして運び去ることからフンコロガシ（糞転がし）、またはタマオシコガネ（玉押し黄金）とも呼ばれる。このとき、頭を下にして、逆立ちをするような姿勢を取り、後ろ足で糞塊を押し、前足で地面を押す。古代エジプトではその姿を太陽に見立て、神聖視していたという。日本ではこの仲間は存在しないが、マメダルマコガネがこれと同じ糞運びをすることが知られる。ただし体長3mmの虫なので、目につかない。
また、多くの種が子供のための食糧を確保する習性を持つ。センチコガネ類、エンマコガネ類は糞の下に巣穴を掘り、その中に糞を運び込み、幼虫一匹分の糞を小部屋に詰め、卵を産む。スカラベやダイコクコガネ類は、糞の下に部屋を作り、そこに運び込んだ糞を使って糞玉を作る。糞玉は初めは球形で、その上面に部屋を作り、産卵して部屋を綴じるので洋梨型か卵形になる。幼虫は糞玉内部を食い、そこで蛹になり、成虫になって出てくる。
成虫は糞玉を作り上げると出て行くものもあるが、ずっと付き添って糞玉の面倒を見るものもある。ファーブルの観察によると、ダイコクコガネの一種で、糞玉に付き添う成虫を取りのけると、数日のうちに糞玉はカビだらけになり、成虫を戻すとすぐにきれいにしたと言う。このような習性は、親による子の保護の進化という観点からも注目されている。
糞を食う種でも、糞以外の餌に集まる場合もある。センチコガネは糞を食うが、キノコの腐ったものなどにも集まる。コブスジコガネ類は糞に集まることもあるが、真の餌は動物の毛や骨などで、むしろ死体に集まることが多い。マグソコガネ類は糞に集まる種も多いが、種によっては朽ち木や植物質を食うものも知られる。なお、何を食うか判っていない種もある。

## 人間とのかかわり
糞虫は哺乳類の糞を分解する上で、重要な役割を持っている。地球上、それぞれの地域において、大型の草食哺乳類がおり、その糞を食う糞虫がいる。家畜を他地域に移植した場合、在来の糞虫では家畜の糞を処理できない場合がある。オーストラリアなどでは、そのために糞虫を持ち込んだことがある。
生態系における糞虫のもう一つの大きな役割は、種子分散である。哺乳類の糞に含まれる植物の種子は糞虫によって地中に埋められることで、発芽率が上昇する。
糞虫は形が美しいものも多く、研究者やコレクターが存在する。
日本では、鹿が多い金華山（宮城県）、奈良公園（奈良県）、宮島（広島県）に糞虫も多く生息する。このうち奈良市には、糞虫を展示・研究する「ならまち糞虫館」が開設されている。